# American Heart – Die zweite Chance
American Heart – Die zweite Chance ist ein US-amerikanischer Spielfilm des Regisseurs Martin Bell aus dem Jahr 1992. In den Hauptrollen spielen Jeff Bridges, Edward Furlong und Lucinda Jenney.

## Handlung
Der von Jeff Bridges gespielte Jack Kelson ist ein Kleinkrimineller, der sich nach Jahren im Gefängnis vornimmt, ein gesetzestreues Leben zu führen. Er fährt nach Seattle, wo er eine Brieffreundin hat, die er über das Gefängnisinsassen-Brieffreundschaftsmagazin American Heart kennengelernt hat. Sein Sohn Nick, gespielt von Edward Furlong, wuchs getrennt von ihm auf einer Farm auf und reist ihm nach, was Jack nicht passt. Sie beziehen ein kleines Apartment, und Jack nimmt eine Stelle als Fensterputzer an, während sich sein Sohn Nick auf der Straße herumtreibt und sich mit Strichern und jugendlichen Kleinkriminellen anfreundet. Für Jack ist Nick nur ein Klotz am Bein, aber er versucht dennoch vorsichtig eine Beziehung zu ihm aufzubauen. Gleichzeitig trifft er sich regelmäßig mit seiner Brieffreundin Charlotte.
Nach einem Streit rennt Nick von zuhause weg und gerät an Jacks ehemaligen Komplizen Rainey, gespielt von Don Harvey. Dieser überredet ihn zu einem Einbruch, bei dem Nicks Komplize erschossen wird. Als Jack Nick wieder antrifft, beschließt er kurzerhand, seinen langgehegten Traum wahr zu machen und gemeinsam mit ihm nach Alaska aufzubrechen. Er weist seinen Sohn an, Fahrkarten zu kaufen und auf der Fähre auf ihn zu warten. Danach geht er zu Rainey, verprügelt ihn und nimmt sein Geld. Rainey verfolgt ihn bis zum Schiff und schießt auf Jack. Dieser wird so schwer verletzt, dass er auf der Fähre in den Armen seines Sohnes stirbt.

## Kritiken
- Anlässlich einer Kritik von American Heart in der  New York Times nannte Janet Maslin Jeff Bridges den „meistunterschätzten großen Schauspieler seiner Generation“.
- Robert Faires von Austin Chronicle schrieb: „Das Lied des Verlierers ist ein altes, aber hier wird es mit Gefühl gesungen, genug, um das amerikanische Herz (American Heart) zu brechen.“
- Das Lexikon des internationalen Films meinte: „Eine überzeugend gespielte Vater-Sohn-Geschichte, die einen kritischen Blick hinter die Hochglanz-Fassaden nordamerikanischer Metropolen wirft. Der melancholische, aber nicht rührselige Film beschreibt den Prozeß der schwierigen Annäherung zwischen zwei sensiblen, durch Erfahrungen in einer feindseligen Umwelt verhärteten Menschen mit Ruhe und Genauigkeit und vermeidet weitgehend Klischees.“[1]

## Auszeichnungen
Jeff Bridges gewann im Jahr 1994 den Independent Spirit Award. Zu den vier weiteren Nominierungen für den gleichen Preis gehörten jene für Lucinda Jenney und Edward Furlong.